# Medura László
Medura/Meduna László József (Budapest, 1896. március 27. – Chicago, Illinois, USA, 1964. október 31.) magyar orvos, ideggyógyász, pszichológus, egyetemi tanár.

## Életpályája
Tanulmányait a Budapesti Tudományegyetemen végezte el (1921). Schaffer Károly mellett volt a budapesti ideg- és elmekórtani klinikán tanársegéd. Az 1930-as évek elejétől előbb a lipótmezei, majd az angyalföldi elmegyógyintézet főorvosaként működött. 1939-ben az USA-ba utazott, hogy előadásokat tartson; de a fasizmus növekvő térhódítása miatt nem tért vissza. 1949-től az Illinois-i Egyetem tanára volt. 1950-ben monográfiája jelent meg az oneirophreniáról, melyet először írt le, illetve vezetett be az elmekórtani irodalomba.

### Munkássága
Budapesti működése idején, a világon elsőként vezette be a skizofrénia nagy jelentőségű konvulziós terápiáját mesterséges epilepsziát kiváltó anyagok segítségével. Amerikai tartózkodásának idején a pszichiátriai betegségek immunkémiai alapjainak vizsgálata foglalkoztatta. Nevéhez fűződik a Nor-imipramin és a Ditran antipszichotikumok bevezetése a klinikai gyakorlatba. Megszervezte az American Society of Biological Psychiatry-t. Megalapította és haláláig szerkesztette a nemzetközi tekintélyű Journal of Neuropsichiatry című folyóiratot.

## Családja
Szülei Meduna Ferenc könyvelő és Eisler Gizella voltak. 1934. június 1-én, Budapesten házasságot kötött Varga Klárával. Apai nagyapja montecuccói Meduna József (1821–1895) olasz származású szalámigyáros volt.
Sírja az Alta Mesa Memorial Park-ban található.

## Művei
- Die Konvulsionstherapie der Schizophrenie (Halle, 1937)
- The convulsive-irritative theraphy of the psychoses (Friedmannel, J. Amer. med. Ass. 1939)
- Biochemical disturbances in mental disorders (Gerty Urse-szal, Arch. Neurol. Psychiat. 1942)
- Oneirophrenia (Urbana, 1950)
- Carbon dioxide therapy (Springfield, 1958)
- Studies of a new drug Ditran in depressive states (Abooddal, J. Neuropsychiat: 1959)